# 牛津-阿斯利康2019冠状病毒病疫苗

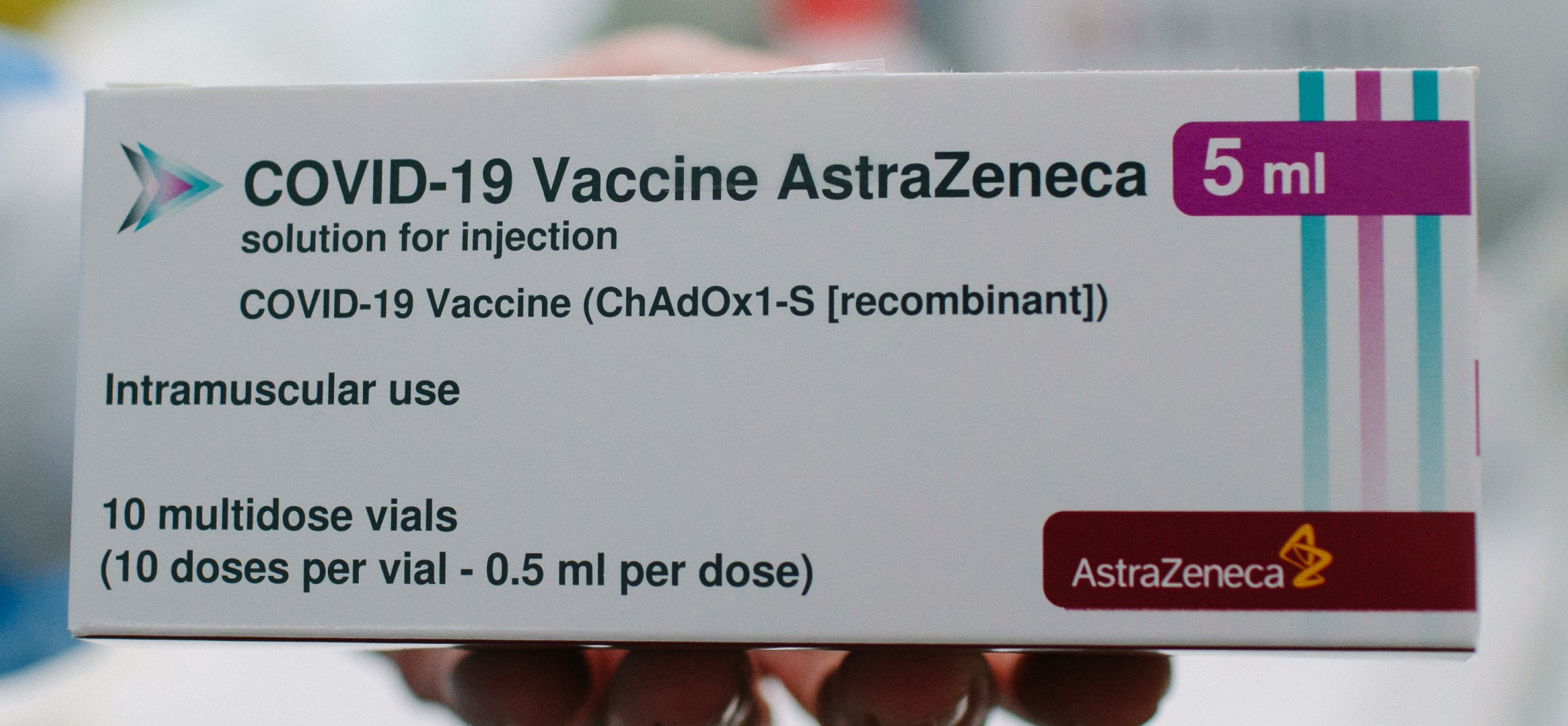
1盒內有10瓶，每瓶5毫升，每瓶可供10人接種的牛津-阿斯利康疫苗

牛津-阿斯利康2019冠状病毒病疫苗（英語：Oxford–AstraZeneca COVID-19 vaccine，簡稱：AZ疫苗、阿斯特捷利康疫苗、牛津疫苗，代号：AZD1222）由英國牛津大學與阿斯利康製藥合作研發，以改良的非複製型黑猩猩腺病毒載體（ChAdOx1）為技術基礎，是一款針對2019冠狀病毒病的預防疫苗，英國藥品及保健品管理局於2020年12月30日批准該款疫苗的緊急授權使用許可，歐洲藥品管理局亦於2021年1月30日批准該款疫苗在歐盟使用，該款疫苗於2021年2月15日獲世界衛生組織列入緊急使用清單，同時成為世衛組織全球疫苗分配計劃（COVAX）首種發放的疫苗，並且在全球多國廣泛生產，在英國、比利時、荷蘭、意大利、印度、韓國、日本、澳洲及泰國等國都設有生產線。
阿斯利康疫苗在涵蓋2.4萬人的第三期臨床測試中，有效率平均達到70.4%，最高可達90%，雖然有效率不及在同期發表第三期臨床測試報告的輝瑞疫苗及莫德納疫苗，不過阿斯利康疫苗可於攝氏2度至8度的冰箱保存6個月，具有易於貯存及運輸的優點，而且價格低廉，每劑只需3英鎊，便於發展中國家推動大規模疫苗接種。世衛組織表示阿斯利康製藥是唯一承諾不從事全球疫情牟利的疫苗開發商，阿斯利康疫苗也是唯一通過開放技術授權其他疫苗廠商參與生產提升產量的疫苗，由世衛主導的全球疫苗分配計劃（COVAX）分發的疫苗，有90%是由印度血清研究所及韓國SK生物製藥代工生產的阿斯利康疫苗。

## 技术
牛津-阿斯利康COVID-19疫苗是一款以复制缺陷型黑猩猩腺病毒为载体，包含SARS-CoV-2的全长结构表面糖蛋白（S蛋白）的腺病毒载体疫苗。疫苗接种后，如果之后出现人感染，则会促使免疫系统通过抗体和T细胞来攻击冠状病毒。

## 历史

### 研发
該疫苗源於牛津大學詹納研究所和Vaccitech之間的合作，Vaccitech是一家從該大學分離出來的私人公司，資金來自牛津科學創新、谷歌風險投資和紅杉資本等企業。疫苗的開發團隊由莎拉·吉爾伯特與阿德里安·希爾領導，組員有安德魯·波拉德、特蕾莎·蘭貝、桑迪·道格拉斯和凱瑟琳·格林。
2020年2月，牛津大學詹納研究所同意與位於意大利波梅齊亞的疫苗製造商Advent Srl合作開發2019冠狀病毒疫苗，並生產首批1,000劑候選疫苗用於臨床試驗。牛津大學最初打算將生產和銷售權利捐贈給任何想以成本價出售該款疫苗的製藥商，但在2020年3月，為研發計劃提供資助的盖茨基金会要求牛津大學尋找一家大型製藥公司合伙，使研發出來的疫苗可以更快生產及上市，故该大学於2020年5月放弃了先前向任何制药公司捐赠权利的承诺。英国政府鼓励牛津大学与英國阿斯利康製藥合作，而不是与美国默克公司合作。据《华尔街日报》的匿名消息来源称，英國政府担心牛津大學的疫苗如果在美国生产，要運到英國使用可能會遇到阻礙，牛津大学和衍生公司的财务考慮也可能是能否達成合作的因素之一。牛津大學詹納研究所總監Adrian Hill曾經向《華爾街日報》透露未能與北美地區製藥公司達成合作協議的原因，是當地藥企一般要求有獨家製作權才會投資生產疫苗，但他不認同製藥公司在全球疫情大爆發時要求有獨家專利並從疫情中謀取暴利，所以他的團隊才會與不同公司商議合作。由於阿斯利康製藥承諾以成本價一劑幾美金出售共同研發的疫苗，所以牛津大學最後便與這家英國製藥公司展開合作。
牛津大學詹納研究所總監Adrian Hill表示，詹納研究所對黑猩猩腺病毒載體的研究已有20年，曾經進行超過70次臨床試驗，最初是期望可開發出瘧疾疫苗，可惜成效並不顯著，研究所在2014年修改黑猩猩腺病毒載體用於預防中東呼吸綜合症，在英國的臨床測試證實安全後，便在2019年12月在沙特阿拉伯展開試驗。當2020年初傳出科學家在中國武漢辨識出一種新病毒基因後，研究所便立即嘗試以同一種黑猩猩腺病毒載體測試是否能夠用於這種新病毒。美國國家健康研究所在3月向6隻獼猴注射牛津大學研發的黑猩猩腺病毒載體疫苗，再讓牠們曝露於大量有嚴重急性呼吸道症候群冠狀病毒2型的環境下，接種了疫苗的6隻獼猴在28日後仍然健康，而其他沒有接種疫苗的獼猴則出現病徵。牛津大學在2020年4月表示臨床試驗需要有6,000人參與，首階段臨床試驗將有約1,000人參與，5月將會開始第二及三階段，包括另外的5,000人。
2020年6月，美國國家過敏和傳染病研究所确认，由牛津大学和阿斯利康研发的疫苗的第三阶段临床试验将于2020年7月开始。

### 临床试验
2020年7月，阿斯利康与昆泰合作，加速在美国临床试验的进度。
2020年8月31日，阿斯利康宣布已开始招募成年人加入由美国资助的，由30,000名受试者组成的后期研究。
2020年9月8日，阿斯利康表示，由于英国一项研究中的一名接受測試者出现贯穿性脊髓炎，该公司暂停了疫苗的临床试验。9月13日，英国独立调查委员会和监管机构认可该款疫苗的安全性，阿斯利康和牛津大学在英国恢复了临床试验。有专家對阿斯利康公司的試驗提出批评，認為该公司沒有提供在英國的两名参与者出現严重神经系统疾病的详细信息。之后在巴西、南非、印度和日本获准恢复试验，10月23日該疫苗在美國也恢复臨床試驗。
2020年11月23日，牛津大学和阿斯利康發表该疫苗第三期临床试验的中期報告，顯示该款疫苗的平均有效率为70%，首次注射一半劑量加第二次注射全劑量的有效率90%，兩次都注射全劑量的有效率62%，雖然該臨床試驗報告反映了所收集的測試數據，但首次注射半劑量比注射完整劑量效果更好的試驗结果，卻受到一些質疑。阿斯利康回应称，在英国临床试验中，发现一些受试者在接種半剂量疫苗的耐受性更好，促使研發團隊“探索这种给药方案的有效性”。之后阿斯利康与美国食品药品管理局进行讨论，修改临床试验的设计方案，增加疫苗劑量的測試選項，并评估两种不同剂量方案的潜力。据英国《卫报》报道，在臨床試驗中對一批有2700名的志愿者进行注射时，因為操作人员發生失误，在第一轮接種只注射了一半的剂量，第二轮才使用完整剂量，卻意外地發現有更佳的效果。11月26日，阿斯利康首席执行官帕斯卡尔·索里奥特表示，阿斯利康疫苗将进行另一项实验，评估注射較低剂量的疫苗效果。
牛津大學與阿斯利康於2020年12月8日在醫學期刊《柳葉刀》刊登疫苗的第三阶段臨床试验的中期報告，澄清了这些資訊，研究團隊再於2021年2月19日在《柳葉刀》發表接種疫苗的時間管理及分析，顯示接種第一劑疫苗後的第22天注射第二劑的有效率为76%，如將接種第二剂的時間延遲至第一剂的第12周或更久，有效率可提高至81.3%。
2021年3月22日，阿斯利康公司公布美国临床试验结果，预防感染的有效率为79%，预防严重疾病和住院的有效率为100%。美国国家卫生研究院发表声明称，该疫苗在美国和南美地区开展的临床试验结果显示，接种疫苗的志愿者出现血栓的风险没有增加。2021年3月23日，美国国立卫生研究院发表声明称美国国家过敏和传染病研究所下属的一个数据安全监测委员会（DSMB）在22日晚间公布调查报告，对阿斯利康疫苗公布的初步临床试验数据表示担忧，质疑其提供的数据不完整，要求重新审查。聲明中称：“我們敦促該公司（阿斯利康）與DSMB一起審查功效數據，並確保盡快公佈最準確，最新的功效數據。”並補充說，DSMB已將其擔憂告知了阿斯利康。路透社认为，DSMB反饋的含義是，阿斯利康在一部分患者中可能誇大了疫苗的功效。德國圖賓根大學醫学院教授彼得·克雷姆斯納则表示：“這对于DMSB来说確實是一種非同尋常的行為。關於這種疫苗的負面報導沒有停止，儘管我的評估是它具有良好的耐受性和安全性，但明顯不如兩種mRNA疫苗（輝瑞疫苗及莫德納疫苗）有效。”世界卫生组织则在一份声明中表示：“根据我们的理解，NIAID的担忧似乎与疫苗有效性的数据有关，而不是安全性。我们既没有看到来自美国AZ临床试验的数据，也没有看到有关NIAID担忧的细节。”

### 2021年的研究
2021年2月，牛津大学和阿斯利康公司指出，将开始推进使疫苗适应冠状病毒新变种的研究工作，并期望经过改良的疫苗将在几个月内流入市场。新型冠状病毒從中國蔓延到全球後已出現多個變種，可能削弱應用或研發中的疫苗對抗病毒的有效性。其中一個研究的关键领域是由E484K突变的病毒是否会影响免疫反应，并可能影响疫苗的有效性。E484K突变存在于南非变种病毒（B.1.351）和巴西变种病毒（B.1.1.28）中，有少数病例在原始的SARS-CoV-2病毒和英国变种病毒（B.1.1.7）中也发现了突变。阿斯利康疫苗可以應對巴西變種病毒，但對南非變種病毒的保護率只有10%。

### 苏格兰的研究
在苏格兰境内的各高校进行了一项针对540万人的全国前瞻性队列研究，研究了第一剂量的辉瑞疫苗和牛津–阿斯利康疫苗对苏格兰住院病人的有效性。在2020年12月8日至2021年2月15日期间的研究中，有1,137,775例患者接种了疫苗，其中490,000例接受了牛津-阿斯利康疫苗的接种。牛津-阿斯利康疫苗的第一剂在疫苗接种后的28至34天，其有效率达到94%。两种疫苗组合的结果均显示疫苗對预防住院的效果，当分析限制在80岁以上的人群时（81%），该效果是可比的。65岁以上的大多数患者都接种了牛津-阿斯利康疫苗。截至2021年2月22日，该研究尚未经过同行评审。

### 韓國的高齡人群實際環境調查報告
韓國政府在2021年4月26日發表調查報告顯示對於75歲以上的高齡人群，阿斯利康疫苗的預防感染有效率是100%，而輝瑞疫苗的有效率是93.2%，反映阿斯利康疫苗及輝瑞疫苗對高齡人群的保護率都表現理想。韓國政府從2021年2月26日至4月21日對已接種第一劑疫苗的751,687人進行調查發現，在完成第一劑疫苗14日後，接種阿斯利康疫苗的人群沒有人受到感染，輝瑞疫苗則有兩人受到感染。同期沒有接種疫苗的3,136,142名75歲以上的高齡人群則有906人染病，每10萬人就有28.9宗受感染個案，受感染的機會即使與接種輝瑞疫苗的人群相比也高14倍。韓國國務總理洪楠基在4月26日表示韓國目前正在使用的阿斯利康疫苗及輝瑞疫苗在安全性及有效率都得到國際公認。

### 巴林的真實環境保護力研究
2021年8月28日，巴林與美國哥倫比亞大學對該國實施大規模疫苗接種計劃後進行的研究發現，阿斯利康疫苗在巴林真實環境下對預防重症及死亡的保護效果最佳。巴林自2020年12月起為該國約150萬人口分別接種中國國藥眾愛可維、俄羅斯衛星五號（Sputnik-V）、美國輝瑞疫苗及印度生產的阿斯利康疫苗（Covishield），至2021年8月全國已有66%的人口完成接種，雖然這些疫苗都可減少重症，但接種中國國藥疫苗染疫後的死亡率是0.46%，高於輝瑞疫苗的0.15%及死亡率最低的阿斯利康疫苗0.03%，而俄羅斯衛星五號則介於中國國藥與美國輝瑞之間，在減少住院方面，阿斯利康疫苗1.52%的住院率不但低於中國國藥及衛星五號，也優於輝瑞疫苗的1.99%，即使Delta變異病毒株出現後，保護力的差異也沒有改變，由於中國國藥疫苗對預防重症及死亡的表現最差，巴林政府於2021年5月決定為完成接種兩劑國藥疫苗的國民注射輝瑞或其他疫苗作為加強劑。

## 生产、获批和供应

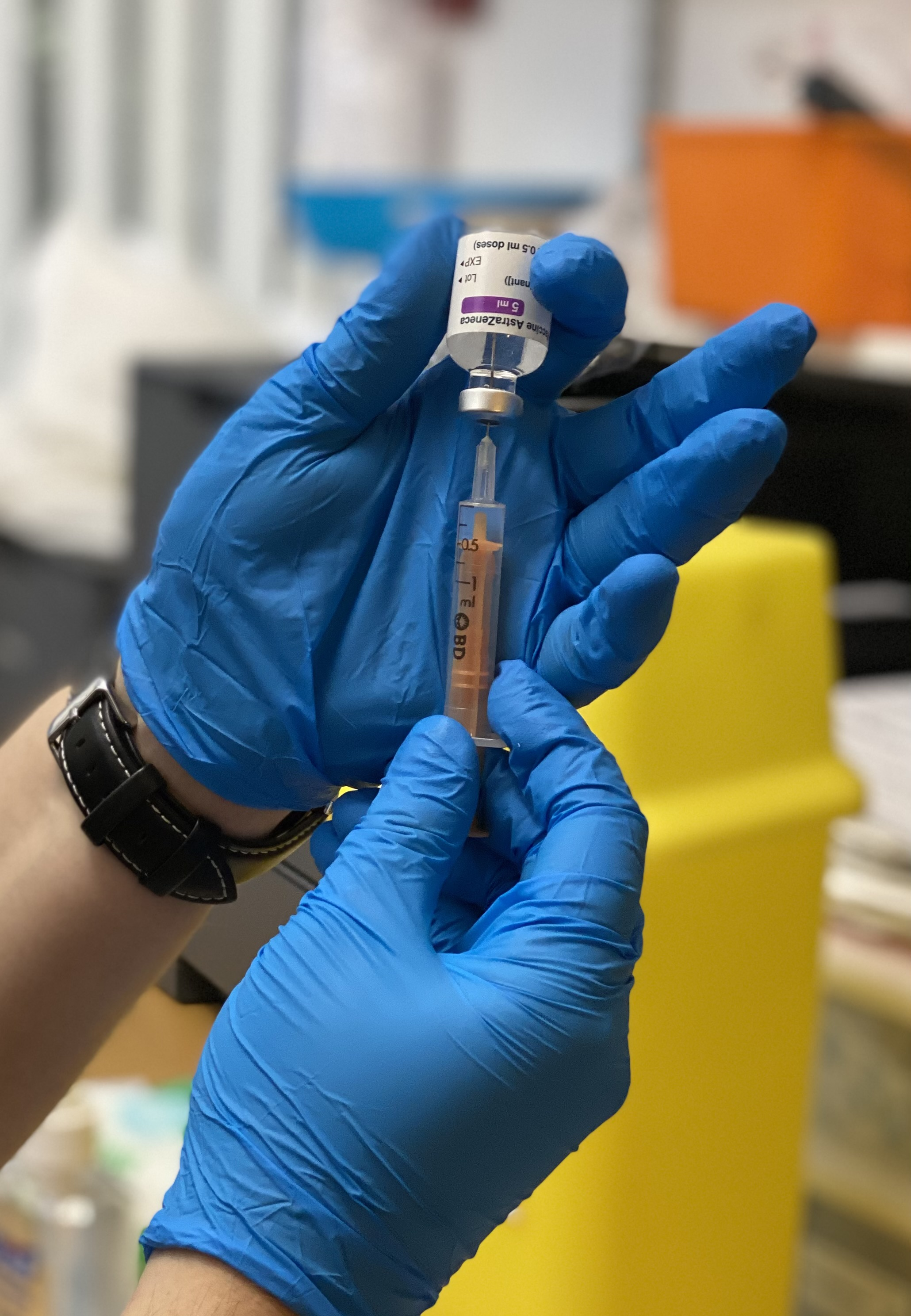
牛津-阿斯特捷利康，使用圖

该疫苗可在冰箱冷藏室储存，每剂价格约3到4美元（3英鎊）。2020年12月17日，比利时官员在Twitter上透露，欧盟将为每剂疫苗支付1.78欧元（2.16美元），《纽约时报》暗示较低的价格可能与包括由欧盟主导的疫苗生产基础设施投资在内的因素有关。
截至2021年3月，该款疫苗已在全球多个地点生产，阿斯利康表示已在全球15个国家和地区的25个城市设立生产厂，包括英國、比利時、荷蘭、意大利、印度、韓國、日本、澳洲等。截至2021年6月19日，阿斯利康已在全球130个国家和地区投入使用。
据阿斯利康负责运营和IT的副总裁Pam Cheng称，至2020年底，该公司将在全球范围内供应约2亿剂疫苗。一旦产能提高，每月产能将达到1亿至2亿剂。

### 获批和供应时间线
2020年6月，阿斯利康除了向英国国民医疗服务体系推出的疫苗接种计划提供1亿剂疫苗外，该公司也与美国Emergent BioSolutions公司签署了一份8700万美元的协议，专门为美国市场生产该疫苗。此次交易是特朗普政府提出的“曲速行動”的一部分，该倡议旨在在2020年底之前开发并快速扩大目标疫苗的生产规模，以供美國2019冠狀病毒病疫苗接種計劃使用。Catalent将承担该疫苗的分装工作。
2020年6月4日，世界卫生组织发起的COVAX计划通过阿斯利康向中低收入国家首次购买了3亿剂疫苗。另外，阿斯利康和印度血清研究所达成了许可协议，向包括印度在内的中低收入国家提供10亿剂疫苗。
2020年6月13日，阿斯利康与法国、德国、意大利和荷兰联合组建的包容性疫苗联盟（Inclusive Vaccines Alliance）达成协议，向所有欧盟成员国提供多达4亿剂。之后，欧盟委员会代表整个欧盟接手了谈判，并于8月底签署了一项协议。
2020年8月，阿斯利康同意以12亿美元的价格向美国提供3亿剂疫苗，即每剂疫苗仅4美元。阿斯利康的一位发言人说，这笔资金还包括开发和临床测试。阿斯利康还与墨西哥、阿根廷政府达成了一项技术转让协议，并同意生产至少4亿剂药物，以确保在整个拉丁美洲分发。其疫苗有效成分将在阿根廷生产，之后运送到墨西哥完成分发。
2020年8月6日，阿斯利康宣布与康泰生物签署中国内地市场独家授权合作框架协议，通过技术转让形式实现疫苗在中国内地市场的研发、生产、供应和商业化。根据合作框架协议条款约定，康泰生物作为技术受让方，将确保在2020年底前达到至少1亿剂疫苗的年产能，并在2021年底前将该疫苗设计产能扩大至年产至少2亿剂，以满足中国市场的需求。然而，由于2021年3月接连发生的风波，疫苗在中国内地的上市进度可能会受到影响。2021年11月，由康泰生物通过技术转让研制的疫苗被印度尼西亚卫生部门授予紧急使用授权，是中国第二款在境外获批紧急使用的腺病毒载体疫苗。
2020年9月29日，印度血清研究所、全球免疫联盟与盖茨基金会达成进一步协议，在2021年以每剂不超过3美元向中低收入国家制造和交付另外1亿剂疫苗。同月，阿斯利康同意向加拿大供应2000万剂疫苗。
2020年10月，瑞士与阿斯利康签署协议，订购530万剂疫苗。
2020年11月5日，孟加拉国政府、印度血清研究所和孟加拉国Beximco Pharma签署三方协议。根据该协议，孟加拉国订购3000万剂疫苗，每次注射价格为4美元。
2020年11月27日，英国政府要求英国药品和医疗产品监管局（MHRA）评估疫苗的临时供应，并于2020年12月30日正式批准，作为第二款可在英国接种计划使用的疫苗。
2020年11月，泰国从阿斯利康订购2600万剂疫苗，可供1300万人接种，约占泰国人口的20%，第一批产品有望在2021年5月底交付。泰国公共卫生部长阿努汀·查恩维拉库表示，每剂疫苗费用为5美元；但泰国阿斯利康公司于2021年1月解释说，每个国家交付的价格取决于生产成本和供应链中的差异，包括制造能力，劳动力和原材料成本。2021年1月，泰国内阁批准了关于再订购3500万剂的进一步谈判，泰国药监局亦批准了该疫苗的1年紧急使用期限。玛哈·哇集拉隆功持有的暹罗生物科学公司（Siam Bioscience）将获得技术转让，并具有每年制造多达2亿剂剂量向东盟出口的能力。
2020年11月，菲律宾同意购买260万剂疫苗，据报道疫苗订购总值约7亿菲律宾比索（折合每剂5.6美元）。
2020年12月，韩国与阿斯利康签署合同，以确保获得2000万剂疫苗，据称疫苗总值相当于泰国与菲律宾签署的总和，预计首批装运时间为2021年1月。截至2021年1月，该疫苗仍接受韓國疾病管理本部的审查。阿斯利康与SK生命科学公司签署了生产疫苗产品的协议。合作关系要求，SK子公司为本地和全球市场生产疫苗。
2021年1月4日，现年82岁的布莱恩·平克（Brian Pinker）成为在临床试验之外，第一个接种牛津-阿斯利康疫苗的人。
2021年1月7日，南非政府宣布，已从印度血清研究所获得首批100万剂疫苗，随后在2月又获得了50万剂疫苗。之后南非政府宣布取消使用该款疫苗，将联系供应商出售给其他非洲国家，并转用强生疫苗。
缅甸与印度血清研究所签署合同，将在2020年12月获得其3000万剂疫苗。从2021年2月起，缅甸将为1500万人提供疫苗。
2021年1月12日，欧洲药品管理局（EMA）收到阿斯利康申請有条件销售许可（Conditional Marketing Authorisation，CMA）。EMA的新闻稿称，相关批文件可于1月29日之前发布，然后由欧盟委员会在几天之内就有条件销售许可做出决定。匈牙利监管机构則未有等待EMA的批准，便单方面批准該疫苗的應用。
2021年1月29日，欧洲药品管理局授予该款疫苗有条件销售许可，建议供18岁及以上人士接種。该建议在当天被欧盟委员会接受。不過疫苗的產量卻趕不上歐盟的需求，阿斯利康早在2021年1月22日便表示，疫苗在歐盟的初始供应量将低于預期，原因是受制於比利时Novasep公司的生产问题。此前媒体预测阿斯利康在4月可累計供應欧盟8000万剂疫苗，但到同年3月，供应量仅有3100万剂。阿斯利康首席执行官帕斯卡·索里奥特在接受意大利《共和国报》采访时表示，欧盟的接种时间表比原定晚了两个月，他又提及欧洲一家大型工厂的细胞培养产量较低，影響了疫苗的生產。《卫报》发表的分析还发现，比利时的一家工厂在生物反应器的收率太低，并指出建立此种工艺的过程遇到的困难，经常出现产量變異的情况。之后欧盟对疫苗实施了出口管制。而关于是否将疫苗转移到英国以及是否会中断向北爱尔兰的运送，引起了争议。
2021年1月30日，越南卫生部批准阿斯利康疫苗用于越南境内接种。这是越南首款获准使用的2019冠状病毒病疫苗。
该款疫苗亦在阿根廷、孟加拉国、巴西、多米尼加、萨尔瓦多、印度、马来西亚、墨西哥、尼泊尔、巴基斯坦、菲律宾、斯里兰卡等国家或地区的监管部门获准在当地紧急使用。
2021年2月7日，南非暂停使用阿斯利康疫苗。金山大學的研究人员在点对点分析中说，对于在南非发现的变异病毒来说，两剂疫苗针对轻度和中度感染来说仅提供“最小保护”。英国广播公司在2021年2月8日的报道中说，世卫组织免疫主任凯瑟琳·奥布赖恩表示，她认为阿斯利康疫苗对南非变异株可能具有“有意义的影响”，特别是在预防严重疾病方面和死亡。报道还指出，英格兰副首席医学官乔纳森·范塔姆说，威特沃特斯兰德的研究并没有改变他的观点，即阿斯利康疫苗“极有可能”对南非变种的严重疾病产生影响。
2021年2月10日，韩国批准阿斯利康疫苗的使用，允许18周岁以上的成年人进行两次注射。食药处还在疫苗接种注意事项中提示“需谨慎决定是否对65岁以上老年人接种疫苗”，同时建议医生根据接种人员的健康状况判断是否能够接种疫苗。同日，世界卫生组织发布临时指南，指出所有成年人推荐接种阿斯利康疫苗。其战略咨询专家组还考虑了存在变体的情况，并得出结论，如无必要不建議停止接种。
2021年2月16日，澳大利亚医用产品管理局向阿斯利康疫苗发出临时批准书。
2021年2月24日，世衛組織主導的COVAX计划發送首批疫苗，印度血清研究所生產的60萬劑阿斯利康疫苗被运送到加纳阿克拉，使其成为非洲第一个通过该倡议接收疫苗的国家。
2021年2月26日，加拿大卫生部附条件批准疫苗在加拿大的使用。
因為阿斯利康疫苗在美國的註冊尚未完成，有幾千萬劑在美國生產的阿斯利康疫苗未被使用，而美國的鄰國加拿大及墨西哥則已批准使用，在鄰國的要求下，美國在2021年3月18日與加拿大及墨西哥達成借出阿斯利康疫苗的協議，加拿大將可取得150萬劑，而墨西哥將可得到250萬劑，加拿大公共服務及採購部在3月25日確認這批疫苗將於4月初運抵，借出的疫苗數量則會在日後雙方的供應協議中扣除。
美國白宮抗疫團隊高級顧問斯拉維特（Andy Slavitt）在2021年4月26日宣布將會向其他國家分享在美國生產的6000萬劑阿斯利康疫苗，只要美國食品及藥品管理局批准，首1000萬劑可於未來幾星期內付運。美國現時已經使用輝瑞疫苗、莫德納疫苗及強生疫苗，應可應付國內需求，而阿斯利康疫苗在美國仍未被批准使用，可以供應國外需求。阿斯利康公司表示在美國生產阿斯利康疫苗只是根據合約要求，美國政府可以自行決定怎樣使用這些疫苗。
2021年5月1日，馬來西亞疫苗接種計劃協調部宣布5月2日中午起，任何成年國民都可預約接種阿斯利康疫苗。
2021年5月21日，日本厚生勞動省正式批准使用阿斯利康疫苗及莫德納疫苗，可供18歲或以上的國民接種，但暫時不會將阿斯利康疫苗列入公共疫苗接種計劃。日本政府採購的輝瑞疫苗及莫德納疫苗合共2.4億劑已經足夠日本全國人口接種，所以1.2億劑阿斯利康疫苗將會用於支援外國。《日本經濟新聞》在5月29日報道日本政府已經與阿斯利康製藥商討修改供應合約中的不可轉讓條款，使日本政府購買的1.2億劑阿斯利康疫苗可以供給其他國家，阿斯利康同意修改合約的要求。日本的AZ疫苗全部在國內生產，最初3000萬劑通過引進美國生產的原液再由第一三共封裝，其餘9000萬劑由JCR製藥在神戶工場生產原液，再由第一三共等日本藥企封裝。日本厚生勞動省於7月30日決定將阿斯利康疫苗納入全國公費疫苗接種計劃，於8月16日起免費供40歲或以上的民眾接種。8月23日，阿斯利康疫苗率先在大阪市施打。
泰國衛生部在2021年7月12日表示，由於完成接種兩劑中國科興克爾來福疫苗的醫護人員仍有超過六百人確診，已有一名護士死亡，另一重症者目前情況危急，而且科興疫苗對近期流行的變種病毒保護效力不足。朱拉隆功大學的研究顯示相比兩劑都是注射科興疫苗的人群，第二劑接種阿斯利康疫苗的人群能夠將免疫力提升8倍，但比兩劑都接種阿斯利康疫苗的人群略低，因此衛生部宣布將會把中國科興疫苗與阿斯利康疫苗混打，以彌補科興疫苗對變種病毒保護力的不足，泰國因而成為首個宣布將中國疫苗與歐美疫苗混打的國家。

## 各地應用情況

### 台灣使用情況
衛福部食藥署在2021年2月20日宣布批准緊急授權使用AZ疫苗，及核准德國、韓國、義大利這三個國家的製造廠生產的疫苗。國家衛生指揮中心中央流行疫情指揮中心公布訊息，截至2021年2月底，台灣採購約2000萬劑疫苗，當中包括約1000萬劑直接向藥廠訂購的AZ疫苗。
2021年3月3日，11萬7千劑AZ疫苗在上午10點21分由大韓航空（航班號：KE691）的班機從韓國仁川運抵桃園國際機場，隨後運送至冷儲物流中心存放。衛福部部長陳時中表示，第一批抵台的AZ疫苗是台湾直接向阿斯特捷利康訂購的，並非來自COVAX的分配。經衛福部食藥署進行檢驗、辦理藥證後，第1順位接種疫苗的將是醫事人員。

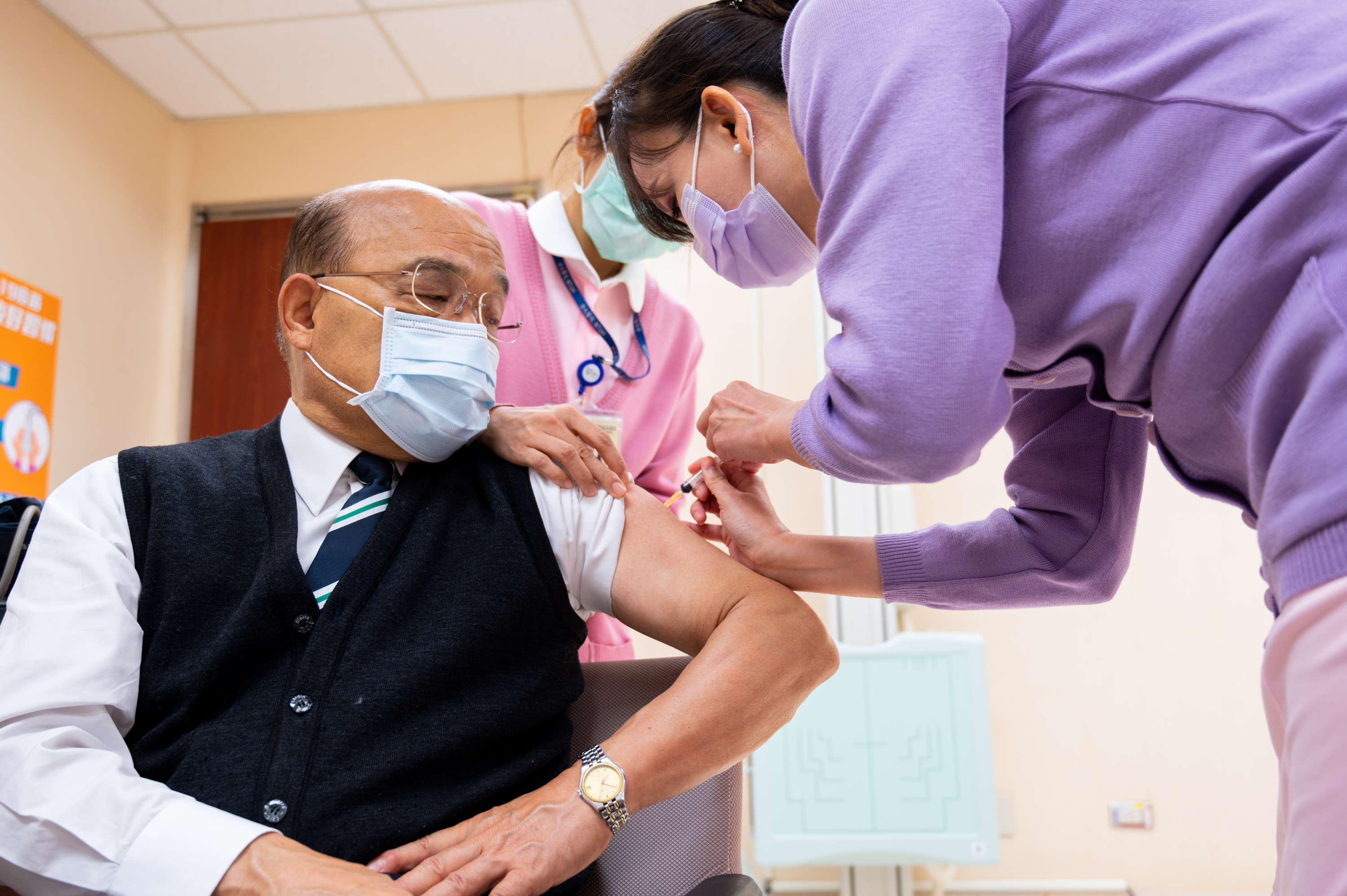
2021年3月22日，行政院長蘇貞昌至台大醫院率先帶頭施打疫苗

2021年3月22日，首批AZ疫苗於全台57家醫院開打，行政院長蘇貞昌及陳時中帶頭接種，上午7時40分在台大醫院施打疫苗。
2021年4月8日，中央流行疫情指揮中心發言人莊人祥表示，当局已接獲1例20多歲男性接種AZ疫苗5天後肢體多處出現瘀斑，通報為疑似嚴重不良事件，但並未認定為血栓事件，属全台首例。截至当日，AZ疫苗在台累計接種數為2萬75劑，但流行疫情指揮中心仍认为疫苗於預防COVID-19感染、感染後重症、住院及死亡之臨床效益，仍大於接種後發生不良反應之風險。
台灣獲得世衛主持的疫苗分配機制（COVAX）分配的102萬劑AZ疫苗，首批19.92萬劑在韓國生產的AZ疫苗於4月7日由中華航空運抵桃園機場。
台灣透過疫苗分配機制（COVAX）取得之第二批40萬劑於韓國生產的阿斯利康疫苗在2021年5月19日下午4時由荷蘭阿姆斯特丹運抵台灣桃園機場。
日本政府在2021年5月28日表示將會向台灣提供阿斯利康疫苗，日本外相茂木敏充及行政改革擔當大臣河野太郎均表示台灣在日本發生311大地震後提供了很多協助，現在台灣在國際採購疫苗遇到困難，日本應要提供幫助，台灣政府感謝日本願意提供支援。中国大陆外交部对此表示：“台湾获取大陆疫苗的渠道是畅通的。台湾当局借疫苗“谋独”不会得逞。”，“中方一贯支持国际抗疫合作，并为此作出积极努力。同时中方坚决反对借疫情搞政治作秀甚至干涉中国内政。”。陸委會回應指出中共為使台灣只能選擇其提供的疫苗，不但阻撓台灣採購原廠的輝瑞疫苗，又意圖阻礙第三方為台灣人民提供協助，中共利用疫苗議題附加政治目的，讓台灣人民可看清中共的真面目。媒体报道称，日本也不怕「中國大陸施壓」，首相菅義偉在6月3日親自宣布會於6月捐3000萬劑疫苗給台灣和COVAX。
2021年6月2日，中央流行疫情指挥中心指挥官陈时中表示，台湾发生首例因接种阿斯利康疫苗后，引发血栓并血小板低下症候群的案例。该男子自5月19日起，出现微烧、持续头痛、腹痛等症状经过及时诊治，目前血小板值恢复中，症状已改善并转至普通病房持续观察中。
2021年6月4日，日本無償捐贈台灣124萬劑AZ疫苗，負責承運的日本航空JL809航班於上午11時從成田機場起飛，於下午2時降落桃園國際機場。防疫指揮官陳時中表示，日本原定透過COVAX捐贈疫苗，但因為經COVAX轉交台灣太過耗時，基於台日友誼，日本政府決定直接將疫苗運送到台灣，陳時中部長表示日方在兩天前已經送交疫苗的技術資料，所以封緘速度可以加快。
2021年6月11日，台湾出现首起疑似接种阿斯利康疫苗后死亡的个案。截至6月18日，台湾有29位高齡人士在接种阿斯利康疫苗后死亡，但流行疫情指揮中心仍強調“接種疫苗利大於弊”，並指出這些個案大部分都是75歲以上及患有慢性疾病，而完成解剖檢驗的9例個案，已確定與施打疫苗無關；指揮中心同時引用2020年的人口數據，該年度的年中有1,433,286位75歲以上的長者，同年度75歲以上的死亡人數為95,367人；因此即使沒有接種相關疫苗，預期平均每日都會有200多名75歲以上的長者離世；多名醫師亦表示民眾若沒有藥物過敏史，還是一定要施打疫苗。

### 香港採購情況
香港特區政府於2020年12月23日宣佈，已經與阿斯利康藥廠達成協議，訂購750萬劑該藥廠與牛津大學研發的AZD1222疫苗，但該款疫苗預計要到2021年第二季尾才抵港，連同之前已訂購的科興疫苗及BioNTech疫苗，香港已訂購的疫苗總數共2250萬劑。截至目前為止，阿斯利康仍未有按香港法例第599K章《預防及控制疾病（使用疫苗）規例》申請在香港的緊急使用授權。2021年4月9日，香港食物及衛生局局長陳肇始表示，基於血栓事件及現有兩種疫苗供應充足，將要求供應商押後阿斯利康疫苗付運的時間至不早於2022年初。同年10月12日，政府宣布由於已投入使用的兩款疫苗已足夠供全港市民接種，已採購的750萬劑牛津-阿斯利康疫苗沒有需要付運到港，政府會把疫苗捐贈予COVAX。 

### 澳門採購情況
由於全球多國出現接種阿斯利康疫苗後導致血栓的個案，對此，澳門特區衛生局局長羅奕龍在4月15日表示，澳門特區政府向阿斯利康疫苗供應商提出暫緩供貨，已得到對方同意。

### 智利使用情況
智利衛生部在2021年8月3日舉行的記者會上表示，智利在2021年2月至7月間，對860萬名科興疫苗接種者、450萬名接種輝瑞疫苗者和230萬名接種阿斯利康疫苗者，進行統計及分析，中國科興克爾來福疫苗的預防有症狀感染的有效率在2021年2月至4月間為67%，但到同年7月檢測時已下挫到58.5%，而輝瑞疫苗及阿斯利康在同年7月的有效率分別為87.7%和68.7%，輝瑞疫苗及阿斯利康疫苗的預防重症及死亡的有效率均為98%及100%，同樣比中國科興疫苗高，由於中國科興疫苗的保護力明顯下滑，因此有需要為接種中國科興疫苗的國民追加第三劑疫苗。2021年8月5日，智利總統塞巴斯蒂安·皮涅拉在電視講話宣布，智利將於8月11日起，為完成接種兩劑中國科興克爾來福疫苗的人群追加接種多一劑阿斯利康疫苗，補針的首批對象是於2021年3月31日前已接種中國科興疫苗的55歲以上公民。

## 不良反應
截至2021年3月7日，英国药监局表示，牛津-阿斯利康疫苗接种已超过1170万剂次。在临床试验中，超过10%的接种者出现过不良反应，其中大多数是轻度的，包括注射部位压痛、注射部位疼痛、头痛、疲劳、肌痛、不适、发热、发冷、关节痛和恶心。另外有过敏反应的共234例。在所有COVID-19疫苗类型中，疫苗接种者贝尔氏麻痹症的发生率均不高于自然预期。接种疫苗后不久死亡的有289例，其中大部分是老年人或体弱者，但该数字与预期的偶然死亡率一致，无因果关系。欧洲药品管理局在2021年3月25日发布了直接的医疗保健专业人员通讯稿，表明尽管可能与非常罕见的低血小板血凝块联系在一起，但接种疫苗的好处远远超过了风险，并建议医疗保健专业人员注意血栓栓塞和血小板减少症的迹象。4月13日，欧洲药品管理局称阿斯利康疫苗与血栓形成之间“有可能存在因果关系”。4月23日下午，欧洲药品管理局再次认为，阿斯利康疫苗對所有年齡的接種者的益处大於风险。
新英格兰医学杂志一篇论文指出，对于50岁以下阿斯利康疫苗接种者，大约在每5万接种者至少会有一次出现血栓的症状。
2024年2月，阿斯利康在一份法律文件中首次承認其新冠疫苗「在極少數情況下會導致TTS（血栓併血小板低下症候群）」。

### 暫停及恢復使用的歷程
2021年2月，奧地利兩名女子接种该疫苗後，發生凝血障礙，其中一人死亡，另一人因肺栓塞住院治疗，2021年3月3日，奥地利暂停使用有關批次的疫苗。尽管尚未确定血栓与接种疫苗的联系，但丹麦、挪威、冰岛、罗马尼亚、保加利亚、爱尔兰、意大利、西班牙、德国、荷兰、瑞典也暂停了该疫苗的使用，同时等待欧洲药品管理局完成安全审查。印度尼西亚也暂停该疫苗的使用，以等待世界卫生组织的安全审查。欧洲药品管理局早先表示，没有迹象表明疫苗接种引起凝血反应或血栓，且阿斯利康未将其列为疫苗的副作用。根据欧洲药品管理局的数据，在接种疫苗的人群中发生血栓事件的发生率不高于在普通人群中发生的血栓的发生率。截至2021年3月11日，欧盟共500万人接种了疫苗，其中报告了30例血栓栓塞事件。英国药品和保健产品监管局还表示，在使用超过1100万剂后，尚未确认血凝块的报告是由疫苗引起的，并且不会停止接种疫苗。2021年3月12日，世界卫生组织表示尚未发现因果关系，应继续接种疫苗。
2021年3月15日，德国联邦疫苗和生物医学研究机构保罗·埃尔利希研究所发布调查报告表示，在160万次疫苗接种中，发生了7例脑静脉血栓形成并伴有血小板不足的情况，在统计学上显著高于同期在一般人群中发生的病例数。保罗·埃尔利希研究所据此建议暂时停止接种疫苗，直到欧洲药品管理局完成对案件的审查为止。
2021年3月17日，世界卫生组织发表了关于该疫苗安全性的声明，认为接种该疫苗的益处超过其风险，并建议继续接种该疫苗。2021年3月19日，歐洲藥品管理局表示經過調查後，認為接種者血栓風險上升與疫苗沒有關聯，阿斯利康疫苗安全有效，好處多於不良反應的風險，推薦繼續使用阿斯利康疫苗。德國、法國及西班牙在內的多個歐盟成員國表示，將會重新啟用阿斯利康疫苗。挪威、瑞典和丹麦则表示要等待阿斯利康疫苗更多研究和测试结果出炉之后，再决定是否恢复使用该疫苗。
2021年3月18日，欧洲药品管理局宣布，在大约2,000万接种疫苗的人中，一般的血液凝结率是正常的，但该局已经确认7例弥散性血管内凝血和18例脑静脉窦血栓形成的个案。虽然血栓与疫苗的因果关系尚未得到证实，但欧洲药品管理局决定进行进一步分析，并告知患者这种罕见综合征的可能性很小。欧洲药品管理局确认，该疫苗的好处仍然大于风险，建议继续使用，意大利在欧洲药品管理局发表声明后恢复疫苗接种，其余大多数欧洲国家也采取了行动，不久后恢复疫苗接种。为了向公众保证疫苗的安全性，英国首相鲍里斯·约翰逊和法国总理让·卡斯泰在欧盟重新启动阿斯利康疫苗接种计划后不久，向媒体现场直播了疫苗接种过程。
2021年3月19日，来自挪威奥斯陆大学的研究團隊和德国格賴夫斯瓦爾德大學的研究團隊分别发现，接种阿斯利康疫苗后会触发自身免疫反应，导致接种者脑部出现血栓。奥斯陆大学医院血液学教授霍尔姆表示，他的团队发现接种阿斯利康疫苗后产生的一种抗体，会引发上述不良反应，除了疫苗，没有其他原因可以解释为什么这些人会出现这样的免疫反应。团队同時指出，出现上述并发症的人少之又少，患者在接种疫苗四天后若出现头痛、头晕或视力受损等症状，可通过血液检查快速确认是否出现血栓，若有此异常状况，可在中型医院获得治疗，换言之，民众无须对接种阿斯利康疫苗心存顾虑。
2021年3月23日，据英国民意调查机构舆观公司（YouGov）进行的民调数据显示，部分国家发现接种阿斯利康疫苗后可能出现并发症，已将其停止使用的新闻后，欧洲民众对这款疫苗的信任度显著下降。与2021年2月的问卷相比，法国、德国、意大利和西班牙信任阿斯利康疫苗的民众数量减少，认为其可能不安全。同日，世界衛生組織呼籲對阿斯利康疫苗有安全疑慮的國家，可以將已購入的疫苗轉讓予世衞主導的全球疫苗保障機制（COVAX），因為現在有不少國家極需要這款疫苗。世衞總幹事譚德塞更稱疫苗研發廠商應以阿斯利康藥廠為榜樣，呼籲疫苗研發廠商都仿效阿斯利康將疫苗專利授予其他藥廠，加速疫苗的生產。
2021年3月25日，欧洲药品管理局公布修订后的产品信息。
2021年3月26日，法国药品安全局证实，阿斯利康疫苗存在造成非典型血栓的风险。根据ANSM监测数据，法国3月12日至18日有9人在接种阿斯利康疫苗后出现静脉血栓，其中2人死亡。其位置不典型，主要为脑静脉和消化道，这可能与患者血小板减少症或凝血障碍有关。法国卫生当局正在对该案例展开深入临床调查。
2021年3月29日，加拿大爱德华王子岛省宣布，暂停对55岁以下的人士接种该疫苗，以便“在加拿大范围内按年龄和性别详细评估该疫苗的益处和风险”。魁北克省和曼尼托巴省也发表了类似的声明。
2021年3月30日，德国卫生部宣布，该疫苗不适用于60岁及以下的人士。
2021年4月3日，英國藥物及保健產品管理局表示，在接种1810萬劑阿斯利康疫苗中出现30宗血栓報告，其中7人死亡，當局會持續評估這情況，但目前的證據顯示接種這種疫苗帶來的好處仍大於風險。
2021年4月6日，据意大利《信使報》報道，歐洲藥品管理局生物健康威脅及疫苗策略辦公室主任卡瓦萊尼（Marco Cavaleri）認為，血栓與疫苗有清晰關係。但阿斯利康暫未回應報道。
2021年4月7日，大韓民國韓聯社報道，韩国政府决定暂时推迟原定于8日起开展的全国特殊学校和幼小初高校工作人员的疫苗接种工作，并暂停对60岁以下人群接种该疫苗。推进团表示，欧洲药品管理局（EMA）将在当地时间6至9日召开的会议上对阿斯利康疫苗与罕见血栓问题之间的关联性进行评估，韓國政府将根据其结果再决定是否重启相关接种工作。韓國政府宣布在4月12日起恢復為30歲以上的國民接種阿斯利康疫苗。
2021年4月13日，加拿大魁北克省通報該國首宗注射阿斯利康疫苗後血栓個案。魁北克省衞生部指，一名女子接種在印度生產的阿斯利康疫苗後血栓，正在家中接受治療，沒有生命危險。截至当日，魁省总共接种18.5萬劑阿斯利康疫苗，只有一宗接種後出現血栓的個案，形容情況極度罕見。加拿大衞生部強調，其掌握的資訊顯示疫苗的好處多於風險，只有10萬分之1的機會出現接種疫苗後血栓。4月23日，加拿大全國疫苗接種諮詢委員建議各省可為30歲以上人士繼續接種阿斯利康疫苗。加拿大衛生部表示至今接種110萬劑阿斯利康疫苗，益處明顯大過風險，儘管先前曾建議阿斯利康疫苗只為55歲以上人士接種，但為了應付疫情，目前部分省份已經開始為40歲以上人士接種阿斯利康疫苗。
2021年4月14日，丹麥衛生部門宣布，阿斯利康疫苗會被排除在當地的疫苗接種計劃，但如果疫情反彈及醫療系統受壓下，將會毫不猶豫重新啟用。
2021年4月23日，歐洲藥品管理局重申接種阿斯利康疫苗利多於弊，應繼續使用，如果已經接種首劑阿斯利康疫苗，應按時接種第二劑。歐洲藥品管理局表示血栓是平均每10萬人才有1宗的罕見不良反應，在40歲至49歲人士出現血栓的個案為每10萬人有2.1宗，在80歲以上長者每10萬人只有0.4宗個案。現時未有足夠數據，證明年齡或性別和出現血柱的機會有關，也未知接種第一劑及第二劑疫苗時出現血栓的風險是否有別，但隨著年齡增長及受感染的機會增加，對所有環境及年齡，繼續接種這種疫苗具有明顯的好處。
加拿大安大略省政府于2021年5月11日发出暂停接种（首针）阿斯利康的决定，原因是疫苗直接诱发的血小板数量异常降低的概率有所攀升。 及後，沙斯卡寸旺省及卑詩省政府，亦於翌日分別因「疫苗供應不足」及不明原因，分別发出暂停接种阿斯利康的决定。
德國總理安格拉·默克爾於4月16日在柏林-滕珀爾霍夫機場接種首劑阿斯利康疫苗，而德國總統法蘭-禾特·施泰因邁爾已於4月2日接種第一劑阿斯利康疫苗。德國衛生部在2021年5月7日宣布，所有18歲以上的成年人都可自願接種阿斯利康疫苗，接種第二劑的間隔時間可以縮短至4週，同時考慮到將兩劑之間的相距時間拉長至12週會更為有效，所以接種第二劑的時間可根據個人情況與負責接種的醫生協商而決定。
加拿大總理賈斯汀·杜魯多與太太蘇菲·格雷戈瓦於4月24日在加拿大首都渥太華接種首劑阿斯利康疫苗。加拿大至2021年5月已有超過200萬人接種阿斯利康疫苗，加拿大國家免疫咨詢委員會表示出現血栓的風險為十萬分之一。加拿大衛生專家組表示阿斯利康疫苗在安大略省病例暴漲之時防止了醫療系統崩潰，接種阿斯利康疫苗的人是做了正確的選擇。
英國首相鮑里斯·強森於6月3日完成接種兩劑阿斯利康疫苗，之後呼籲民眾都要按時接種疫苗。

## 评价及争议

### 全球最普及應用的疫苗
儘管自大規模投入使用以來爭議不斷，然而阿斯利康疫苗卻是全球最普及應用的新型冠狀病毒疫苗，截至2021年6月21日，採用阿斯利康疫苗國家及地區共有173個，包括歐盟27國，遠多於排名第二位有99個國家及地區採用的輝瑞疫苗。泰國政府於2021年6月通過技術分享協議，在泰國境內生產阿斯利康疫苗，並於6月內交付600萬劑疫苗，並計劃供應予東南亞各國。

### 要求西歐國家讓出阿斯利康疫苗
西歐多國因為對阿斯利康疫苗可能引發血栓的罕見不良反應產生疑慮，其中丹麥決定停用，而德國、法國、荷蘭等國家只為長者接種。2021年4月18日，東歐多國要求西歐國家讓出不使用的阿斯利康疫苗，不要把疫苗存放到過期。烏克蘭政府證實已經與歐盟接觸，提出購買西歐國家不使用的阿斯利康疫苗存貨，烏克蘭衛生部表示當地只有43萬人得到疫苗接種，接種阿斯利康疫苗的好處顯然大過風險，無人會拒絕接種。而其他東歐國家如捷克、拉脫維亞、立陶宛，亦表示願意接手西歐各國多出的阿斯利康疫苗，但目前未有西歐國家願意轉售阿斯利康疫苗的存貨。

### 疫苗政治化引起的舆论战
2020年10月16日，英国外交大臣多米尼克·拉布和外交事务委员会主席托馬斯·圖根達特等政要评批俄罗斯正进行一场诋毁牛津大学科学家正在开发的冠状病毒疫苗的虚假宣传运动，理由是俄罗斯国家电视台在新闻节目中，将阿斯利康疫苗描述为「猴子疫苗」（monkey vaccine），目的是希望出售自己生产的卫星5号疫苗，进而散布有关欧洲和美国新冠疫苗的虚假信息。《纽约时报》随着揭露一项调查，表明俄罗斯正设计将英国制造的疫苗描述为危险的图片、模因和视频剪辑，正在寻求中间商在世界各地的社交媒体网络上传播这些图像。英国《泰晤士报》也启动一项调查，表明这些图像是一个由俄罗斯国家官员、媒体人物和匿名中间人组成的网络，一直在策划一场虚假信息运动，以破坏人们对牛津大学和阿斯利康正在开发的疫苗的信任。同年10月，网络上也开始流传一些匿名账户利用《人猿星球》的图像和各种各样修改后的图片，用来抹黑阿斯利康疫苗；其中一张显示金刚用一根巨大的针头给一个尖叫的女人注射疫苗，上面贴着阿斯利康的标签。另一张照片显示英国首相鲍里斯·约翰逊在唐宁街散步时图片被经过图像处理后，被套上黑猩猩的头像，下面还附上标题「我喜欢我的大脚怪疫苗」（I like my bigfoot vaccine），也有一张图片显示「山姆大叔」在一张图片中，并带有一条信息写着：「我想要你——接种猴子疫苗」（I want you – to take the monkey vaccine）和宇宙飞船上，宇航员接种疫苗后变成好斗的猿猴等等。这些图像和影片也在俄罗斯官方媒体上广泛传播，其中一些图片还出现在俄罗斯电视节目Vesti News上（相当于英国流行频道BBC的节目新闻之夜）。俄罗斯驻伦敦大使馆否认俄罗斯政府参与了这些虚假宣传活动，并告诉《泰晤士报》，阿斯利康在俄罗斯联邦非常有名并受到尊重，表示这是为了抹黑俄罗斯抗击疫情的努力和英国在这一领域建立的良好合作。而在9月10日，俄罗斯新闻社曾发表了一篇题为「西方为何输掉疫苗竞赛：俄罗斯已被曝光」的社论，其中包含四幅关于猴子疫苗的漫画。

### 對疫苗的商業攻擊
2020年12月28日，欧盟外交和安全政策高级代表埃米尔·博雷尔在比利时布鲁塞尔举行欧盟外交部长会议后出席新闻发布会上，指责俄罗斯传播新冠疫苗的虚假信息以出售其生产的疫苗。埃米尔·博雷尔在一篇博客上写道：「西方的疫苗开发商在多语种的俄罗斯国家控制的媒体上被公开嘲笑，这在某些情况下导致了疫苗会把人变成猴子的荒谬说法」，并补充说：「这种说法显然是针对俄罗斯想出售自己国家的疫苗，卫星5号」。莫斯科一再否认这些指控，并指卫星5号疫苗是被外国支持的虚假信息活动所针对的。负责在国外销售疫苗的俄罗斯直接投资基金则没有回应对博雷尔声明发表评论的请求。
俄罗斯主权财富基金（RDIF）首席执行官基里尔·德米特里耶夫（Kirill Dmitriev）在10月18日接受美国CNN采访时，他表示谴责诋毁阿斯利康疫苗的社交媒体帖子，但經CNN翻查其過往發表的言論後，证实德米特里耶夫在2020年9月9日阿斯利康疫苗全球试验因不明原因宣布暂停时，他曾稱英国疫苗安全性较低，因为它是「猴子疫苗」，而俄罗斯开发的是「人类疫苗」。德米特里耶夫在9月12日曾稱對阿斯利康疫苗恢复试验表示欢迎，但他也清楚地表明阿斯利康疫苗所使用技术是谬误的。他表示不赞成广泛使用依赖全新和未经测试技術的疫苗，包括使用猴子的腺病毒载体或mRNA技术。而在阿斯利康宣布暂停臨床試驗的两天后，俄罗斯官方媒体上出现了一些描绘猴子的圖文，标题包括「猴子疫苗很好」和类似的梗。
2021年4月9日，欧盟信息通报部门（歐洲對外事務部的一部分）发布的欧盟研究报告称，从2020年12月至2021年4月，俄罗斯和中国在推廣其本國疫苗時都採取零和博弈的逻辑，并结合虚假信息和對傳媒的操纵，破坏民眾对西方制造疫苗的信任，並且意圖分裂西方國家的團結，該報告又援引了俄罗斯的100个散播造假消息的例子。克里姆林宫和北京否认欧盟的虚假信息指控。6月26日，英国《卫报》发表评论，点评阿期利康疫苗在研發和生产的背后所经历的试验及磨难，其中提到阿斯利康疫苗成为俄罗斯为销售自家疫苗所散播的虚假信息攻擊，旨在破坏对英國制造的疫苗、欧盟机构和疫苗接种策略的信任。另一方面，歐盟內各國的立場問題，及為推廣本國疫苗所採取的公關手段，也導致歐洲與亞洲國家的民眾對阿斯利康疫苗產生負面的態度，因為不少疫苗廠商都在疫情中獲得巨額利潤，阿斯利康疫苗則是開放技術，降低疫苗的售價，故在疫苗形象上也面臨同行的激烈競爭和公關手段的中傷。

## 外部鏈接
- AZD1222 vaccine met primary efficacy endpoint in preventing COVID-19（页面存档备份，存于）